# نیمه تاریک خورشید (فیلم)
نیمهٔ تاریک خورشید (به انگلیسی: The Dark Side of the Sun) یک فیلم سینمایی محصول مشترک ایالات متحدهٔ آمریکا و یوگسلاوی به کارگردانی بوژیدار نیکولیچ محصول سال ۱۹۸۸ میلادی با بازی برد پیت در اولین فیلم سینمایی به عنوان نقش اول که در جستجوی درمان یک بیماری پوستی بنام گزرودرما پیگمنتوزوم است. در این فیلم بازیگرانی همچون برد پیت، گای بوید، میلنا دراویچ، چریل پولاک، گوریکا پوپوویچ، استول آراندویچ، سونیا ساویچ ایفای نقش کرده‌اند.